# Kamehameha II.

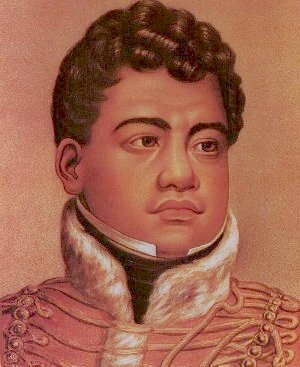
Kamehameha II.

Kamehameha II. (* um 1797 in Hilo, Hawaiʻi; † 14. Juli 1824 in London; eigentlich Liholiho) war von 1819 bis 1824 Herrscher des Königreichs Hawaiʻi. Er war der Sohn seines Vorgängers Kamehameha I. und dessen erster Frau Keōpūolani. Sein Bruder Kauikeaouli wurde sein Nachfolger.
Nach dem Tod seines Vaters im Jahr 1819 bestieg er den Thron, doch die eigentliche Herrscherin war die letzte Witwe von Kamehameha I., Kuhina-Nui Kaʻahumanu. Sie führte das Christentum als Volksreligion ein und hatte deshalb einige Rituale der Ureinwohner verboten, darunter Hulavorführungen in der Öffentlichkeit. Im Jahr 1819 schaffte Kamehameha II. das Kapu-System ab. 1820 kamen Walfänger, Händler und die ersten Missionare ins Land. Sie brachten auch Krankheiten mit, worauf etwa die Hälfte der Bevölkerung starb. Auf einer Reise nach London 1824, um den britischen König Georg IV. zu besuchen, starben er und seine Frau an Masern.